# Matały
Matały – wieś w Polsce położona w województwie mazowieckim, w powiecie węgrowskim, w gminie Łochów. Ma status sołęctwa.
W latach 1975–1998 miejscowość administracyjnie należała do województwa siedleckiego.
Do wsi można dojechać autobusem firmy ABUS linii K z Warszawy-Dworzec Wileński, Łochowa, Jadowa, pieszo lub rowerem. Podróż trwa ok. godzinę samochodem, ok. 1,5 godziny autobusem. Najbliższy dworzec kolejowy znajduje się w oddalonym o 14 kilometrów Łochowie, będącym również głównym ośrodkiem administracyjnym i handlowym w pobliżu wsi.
W 2014 roku otwarto świetlicę wiejską, plac zabaw oraz wyremontowano elewację sklepu. 
Wierni Kościoła rzymskokatolickiego należą do parafii Niepokalanego Poczęcia NMP w Kamionnej.

## Festyn Integracyjny
30 czerwca 2019 roku w Matałach odbył się pierwszy Festyn Integracyjny. Oprócz możliwości spróbowania wielu pysznych potraw, został rozegrany turniej piłki nożnej oraz rozmieszczone były stoiska wielu sponsorów. Zabawa trwała do późnych godzin nocnych, a jedyne w gminie Łochów Koło Gospodyń Wiejskich w Matałach już zaprasza na kolejną edycję. 